# (85190) Birgitroth
(85190) Birgitroth est un astéroïde de la ceinture principale.

## Description
(85190) Birgitroth est un astéroïde de la ceinture principale. Il fut découvert le 12 septembre 1991 à Tautenburg par Freimut Börngen et Lutz Dieter Schmadel. Il présente une orbite caractérisée par un demi-grand axe de 2,64 UA, une excentricité de 0,16 et une inclinaison de 12,0° par rapport à l'écliptique.